# Sikorsky S-61 Sea King
Сикорский S-61/SH-3 «Си кинг» (англ. Sikorsky S-61/SH-3 Sea King) — транспортный вертолёт. Построен фирмой «Sikorsky Aero Engineering Corporation». Вертолёт разработан в соответствии с контрактом, заключённым ею 24 декабря 1957 года с ВМС США. Первый полёт опытного образца вертолёта состоялся 11 марта 1959 года. Серийное производство было начато в 1961 году. Грузовая кабина имеет размеры 7,6х1,98х1,32 м, площадь её пола 15,1 м². Было построено 796 вертолётов S-61 всех модификаций; кроме того, по лицензии построено более 600 вертолётов. Первый вертолёт, совершивший беспосадочный перелёт через Атлантический океан (1967).

## Разработка
В 1957 году компания Сикорского получила контракт на разработку всепогодного амфибийного вертолёта. Он должен был сочетать в себе роли по поиску и уничтожению подводных лодок. Вертолёт был сконструирован с возможностью базирования на кораблях, его пятилопастной несущий винт, так же как и хвостовой винт, складывается для уменьшения занимаемого на палубе корабля места.
Благодаря корпусу-лодке, «Морской Король» имеет способность взлетать с воды.

## Задействованные структуры
В разработке и производстве вертолётов SH-3 были задействованы следующие структуры:
Генеральный подрядчик работ
- Планер летательного аппарата — United Aircraft Corp., Sikorsky Aircraft Division, Стэмфорд, Коннектикут.

| Субподрядчики - Шасси, колёса — Ozone Metal Products Corp., Озон-Парк, Куинс, Нью-Йорк; - Топливные баки — Lawrence Aviation Industries, Inc., Порт-Джефферсон, Лонг-Айленд, Нью-Йорк; - Сервоприводы, аппаратура автоматической стабилизации — Syncro Machine Co., Перт-Амбой, Нью-Джерси; - Механизм системы стабилизации, усилитель контура управления системы стабилизации — United Aircraft Corp., Hamilton Standard Division, Брод-Брук, Коннектикут; - Трансмиссия, коробка привода агрегатов, главная передача, силовой привод шасси — Indiana Gear Works, Inc., Индианаполис, Индиана; | - Бортовой регистратор — Systron-Donner Corp., Конкорд, Калифорния; - Запасные лопасти — Aluminum Co. of America, Бриджпорт, Коннектикут. Поставщики бортового оборудования по госзаказам (GFE) - Двигатели T58-GE-8B/10 — General Electric Co., Вест-Линн, Массачусетс; - Гидролокатор AN/AQS-13 — Bendix Corp., Bendix-Pacific Division, Северный Голливуд, Калифорния; - Азимутально-дальномерная радиосистема ближней навигации AN/ARN-52 — ITT Co., Federal Laboratory Division, Натли, Нью-Джерси; Stewart-Warner Corp., Чикаго, Иллинойс; - Бортовой высокочастотный приёмопередатчик AN/ARC-51A — Collins Radio Co., Сидар-Рапидс, Айова; - Навигационный вычислитель AN/AYK-2 — Loral Electronics Corp., Нью-Йорк. |

## Боевое применение

### Война во Вьетнаме

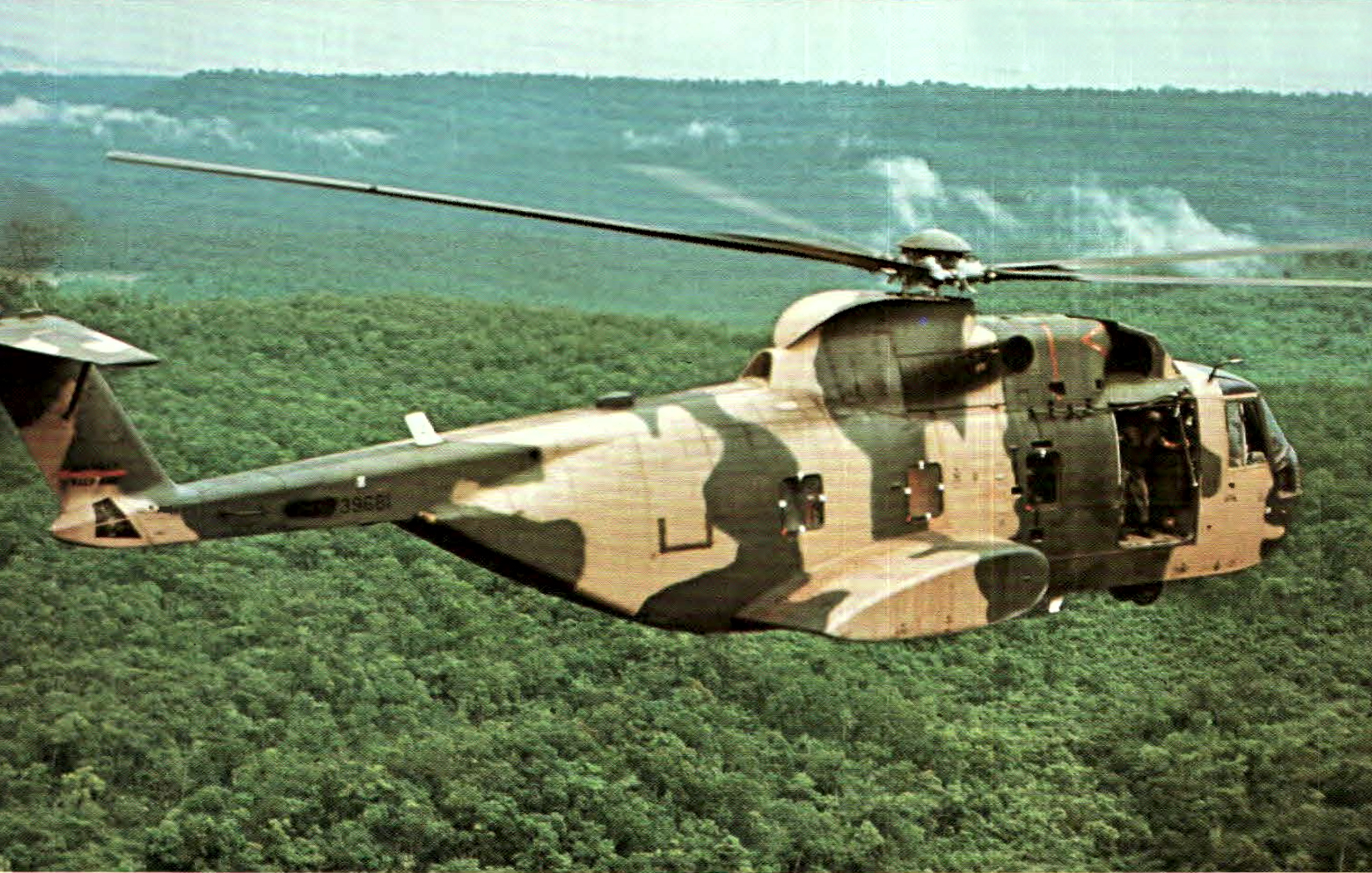
CH-3C во Вьетнаме

За время войны северовьетнамцы уничтожили 8 американских вертолётов SH-3 и 25 модернизированных CH-3. По техническим причинам и ошибкам пилотов было потеряно 12 SH-3 и 9 CH-3. Один из американских вертолётов был сбит северовьетнамским истребителем J-5 (МиГ-17).
Вертолётами HH-3 спасено 496 американских лётчиков.

### Ирано-иракская война
Одной из самых заметных страниц боевоего применения является участие иранских вертолётов AS.61 в «танкерной войне».
Известно по крайней мере о четырёх случаях применения против танкеров:
- 5 апреля 1986 произошёл первый случай применения вертолёта против кораблей. Тогда иранские «Си Кинги» ракетами AGM-65 потопили панамский и саудовский танкера.
- Немногим позже, 20 апреля, иранский вертолёт потопил турецкий танкер.
- 23 июня этого же года иранский вертолёт поразил филиппинский танкер, однако тот остался в рабочем состоянии.[6]

Известно об одном потерянном иранском «Си Кинге», столкнувшимся с линиями электропередач в 1980 году.

### Фолклендская война
В ходе войны с Аргентиной в 1982 году, Британия потеряла три вертолёта «Си кинг».

### Война в Афганистане
Известен случай сбития британского «Си Кинга» из РПГ.

### Гражданская война в Мозамбике
Один южноафриканский гражданский S-61 был захвачен бойцами Фрелимо.

## На вооружении

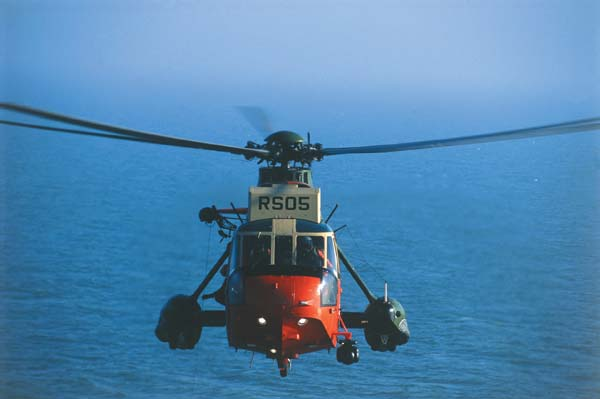
Sea King бельгийских ВМС

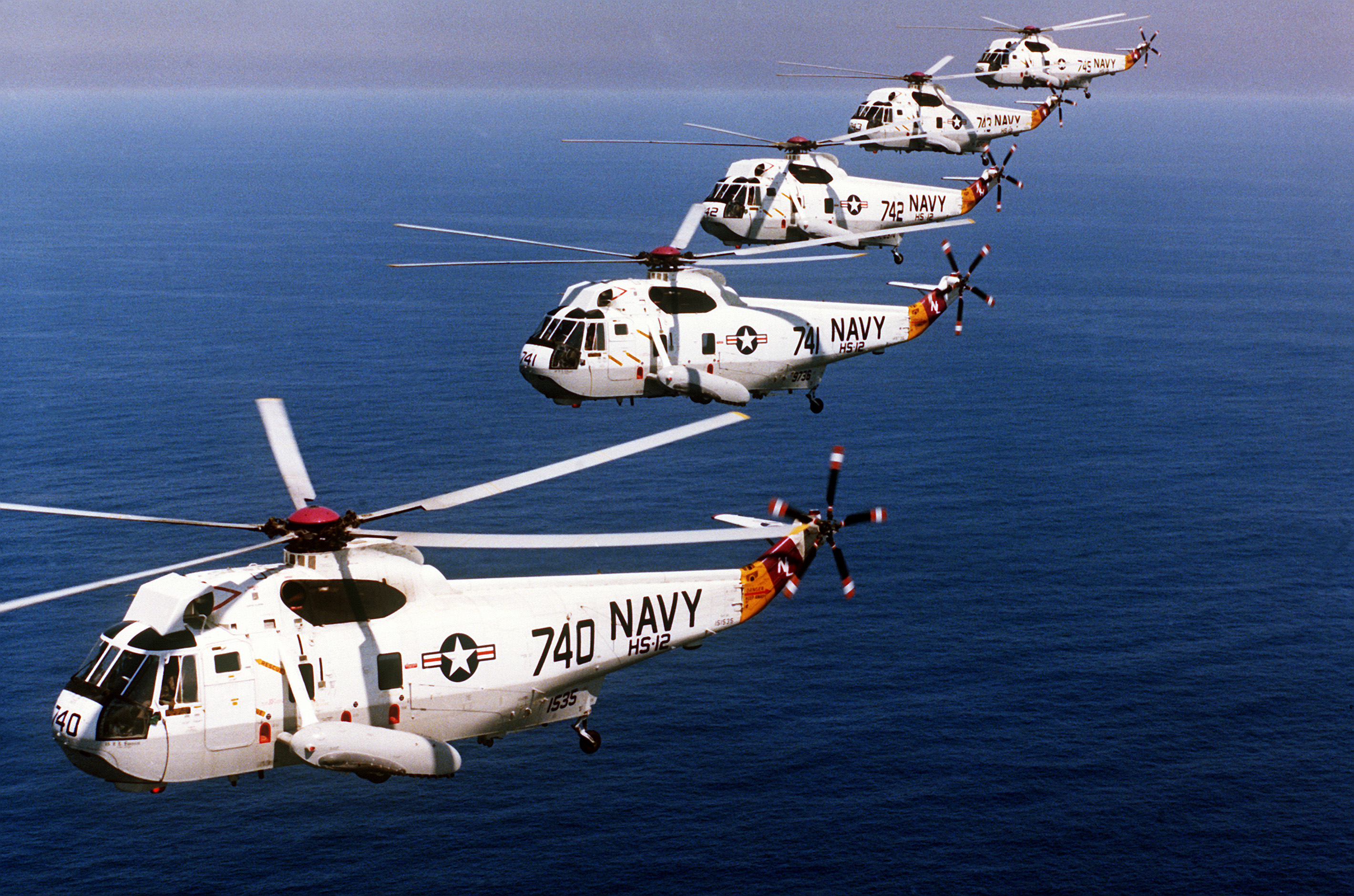
Вертолёты SH-3H ВМС США

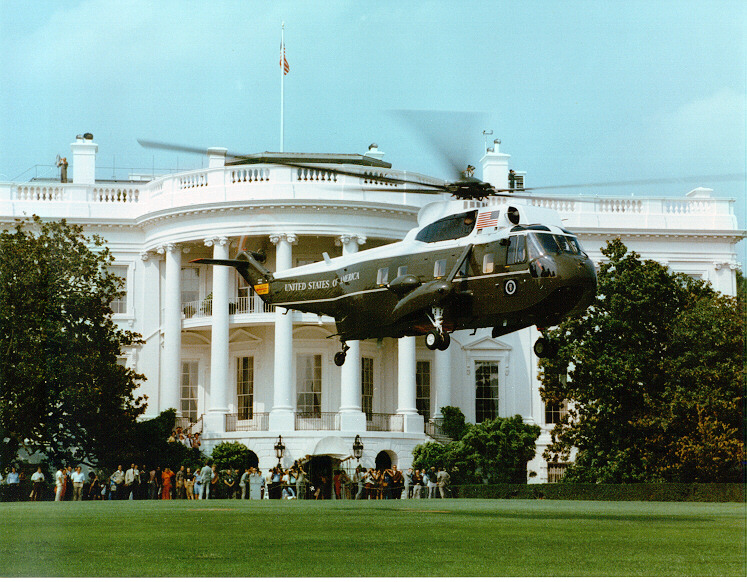
Вертолёт президента США «Marine One»

- Австралия — 12 штук куплены в 1974 году для замены Westland Wessex, последние 6 машин сняты с вооружения в декабре 2011 года[11].
- Бельгия
- Канада
- Дания
- Египет
- Германия — 21 вертолёт в ВМС на 2016 год, их заменят NH-90.
- Индия
- Иран
- Ирак
- Ирландия
- Италия
- Япония
- Малайзия
- Норвегия
- Пакистан
- Перу
- Катар
- Саудовская Аравия
- Испания
- Таиланд
- Великобритания
- США
- Украина — во время российского вторжения Великобритания передала несколько вертолетов Westland WS-61 Украине в рамках военной помощи[12][13].

## Тактико-технические характеристики

SH-3 Sea King

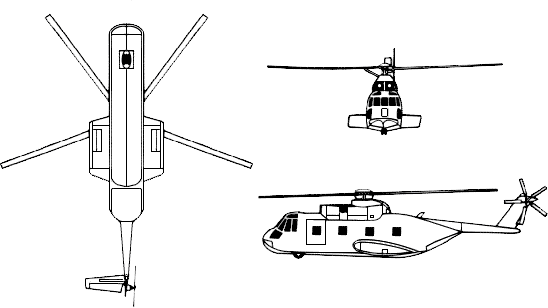
CH-3E-HH-3E JOLLY GREEN GIANT

Приведённые характеристики соответствуют модификации SH-3H.
Источник данных: Swanborough, Bowers, 1990.

Технические характеристики
- Экипаж: 2 пилота и 2 оператора
- Длина: 22,15 м
- Диаметр несущего винта: 18,9 м
- Высота: 5,13 м
- Площадь, ометаемая несущим винтом: 280,5 м²
- Масса пустого: 6108 кг
- Нормальная взлётная масса: 8572 кг (вариант ПЛО)
- Максимальная взлётная масса: 9525 кг
- Силовая установка: 2 × турбовальных General Electric T58-GE-10
- Мощность двигателей: 2 × 1500 л.с. (2 × 1103 кВт)

Лётные характеристики
- Максимальная скорость: 267 км/ч
- Крейсерская скорость: 219 км/ч
- Практическая дальность: 1006 км
- Практический потолок: 4481 м
- Скороподъёмность: 11,18 м/с

Вооружение
- Боевая нагрузка: 381 кг (торпеды Mk.46, глубинные бомбы и т. д.)